# Steven Chu
Steven Chu (chiń. 朱棣文; pinyin Zhū Dìwén; ur. 28 lutego 1948 w Saint Louis) – amerykański fizyk, laureat Nagrody Nobla w dziedzinie fizyki (1997). W latach 2009–2013 sekretarz energii Stanów Zjednoczonych w gabinecie Baracka Obamy.

## Kariera naukowa
W 1970 roku otrzymał dwa dyplomy bachelorate University of Rochester: w matematyce oraz w fizyce. W 1976 roku na Uniwersytecie Kalifornijskim w Berkeley obronił pracę doktorską w dziedzinie fizyki pt. Observation of the forbidden magnetic dipole transition 6²P1/2-7²P1/2 in atomic thallium. Dwa lata później podjął pracę badawczą w Bell Labs. W 1987 roku opuścił korporację i objął stanowisko wykładowcy na Uniwersytecie Stanforda.
W 1997 roku wraz z Williamem Phillipsem i Claude’em Cohen-Tannoudjim otrzymał Nagrodę Nobla za rozwój metod chłodzenia i pułapkowania atomów laserem.
Profesor fizyki w Berkeley. Od 2004 dyrektor prestiżowego Laboratorium Narodowego im. Lawrence'a w Berkeley. Wynegocjawał m.in. z British Petroleum założenie w ramach laboratorium Energy Biosciences Institute (wartość porozumienia ok. 500 mln USD).
Chu jest członkiem Copenhagen Climate Council, grupy naukowców i biznesmenów opowiadających się za zawarciem globalnego porozumienia w sprawie ograniczania emisji gazów cieplarnianych do atmosfery. Jako naukowiec proponował szerokie zastosowanie glukozy w celu uwolnienia ludzkości od uzależnienia od ropy (ang. glucose economy). Glukoza byłaby pozyskiwana z szybko rosnących roślin w strefie tropikalnej, następnie po przetransportowaniu do krajów rozwiniętych celuloza pozyskiwana z glukozy byłaby wykorzystywana do produkcji biopaliw i bioplastików. Inną z propozycji Chu jest malowanie dachów budynków na biało oraz barwienie na jasne odcienie mieszanek używanych do budowy dróg, co pozwoliłoby odbijać część promieni słonecznych i zmniejszać efekt cieplarniany.

## Kariera polityczna
W grudniu 2008 r. został desygnowany przez prezydenta-elekta USA, Baracka Obamę, na sekretarza energii. Wybór ten został zatwierdzony przez senat USA. Chu objął urząd 20 stycznia 2009 r.
Jego Departament Energii posiada roczny budżet w wys. 26 mld $. Dodatkowo, w ramach pakietu antykryzysowego prezydenta Obamy dysponuje 39 mld $, które przeznacza głównie na rozwój innowacyjnych technologii w transporcie samochodowym czy budowę „inteligentnej” sieci przesyłowej energii elektrycznej w USA. 1 lutego 2013 ogłosił, że rezygnuje ze stanowiska. Urząd zakończył 22 kwietnia 2013.